# Joan L. Bybee

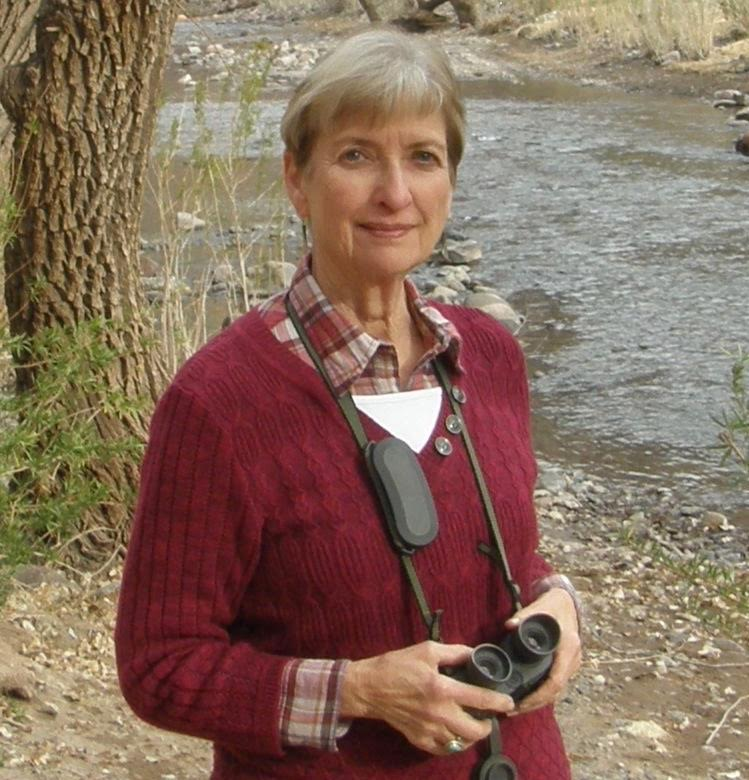
Joan L. Bybee

Joan Lea Bybee, verheiratete Joan L. Hooper (* 11. Februar 1945 New Orleans, LA) ist eine US-amerikanische Linguistin. Sie ist Hochschullehrerin an der University of New Mexico. Im Jahre 2004 fungierte Joan L. Bybee als Präsidentin der Linguistic Society of America. Ihre Forschungsinteressen richten sich auf Fragen der Grammatikalisierung, Stochastik, Modalität, Phonologie und Morphologie (Linguistik). Sie ist eine wichtige Vertreterin gebrauchsbasierter Grammatiktheorien. 

## Leben
Bybee ist mit William Thomas Hooper III (* 31. August 1944) verheiratet. Die Heirat fand in Austin, Texas  am 19. Juni 1965 statt.
Bybee erhielt 1966 den Bachelor (BC) der University of Texas at Austin, 1970 einen Master der San Diego State University und wurde 1973 an der University of California at Los Angeles zum Ph.D. promoviert.
Bybee entwickelte das sogenannte „Relevanzkonzept“ (1985) und postuliert dort eine direkte Verbindung zwischen der Ausdrucksform einer Kategorie (lexikalisch, flexivisch, oder syntaktisch) und ihrer Funktion.
2025 wurde Bybee zum Mitglied der American Academy of Arts and Sciences gewählt.

## Werke
- Hooper, Joan B. 1976. An Introduction to Natural Generative Phonology.  New York: Academic Press.
- Bybee, Joan L. 1985. Morphology: A Study of the Relation between Meaning and Form.  Amsterdam: John Benjamins. (Korean translation by Seongha Rhee and Hyun Jung Koo. Seoul: Hankook Publishing Company, 2000.)
- Joan Lea Bybee: "Irrealis" as a Grammatical Category. Anthropological linguistics 40 NO. 2 (1998), S. 257–271
- Bybee, Joan, Revere Perkins and William Pagliuca. 1994. The Evolution of Grammar: Tense, Aspect and Modality in the Languages of the World. Chicago: University of Chicago Press.
- Bybee, Joan. 2001. Phonology and Language Use. Cambridge: Cambridge University Press.
- Bybee, Joan. 2005. "Language change and universals" in Linguistic Universals, edited by Ricardo Mairal and Juana Gil. Cambridge: Cambridge University Press.
- Bybee, Joan. 2006. Frequency of Use and the Organization of Language. Oxford: Oxford University Press.
- Bybee, Joan. 2010. Language, Usage and Cognition. Cambridge: Cambridge University Press.
- Bybee, Joan. 2015. Language Change. Cambridge: Cambridge University Press.
- Joan Bybee: The Emergent Lexicon. University of New Mexico, CLS 34: The Panels (1998): 421-435.
- Bybee, J. L., Dahl, Ö.: The creation of tense and aspect systems in the languages of the world. Studies in Language 13 (1) (1989): 51–103.
- Bybee, J. L., Perkins, R., Pagliuca, W.: The evolution of grammar. Tense, aspect and modality in the languages of the world. Chicago/London 1995